# دریاچه‌ها (ترانه)
«دریاچه‌ها» (انگلیسی: The Lakes) ترانه‌ای ضبط‌شده از خواننده-ترانه‌نویس آمریکایی تیلور سوئیفت برای نسخه دیلاکس هشتمین آلبوم استودیویی‌اش، فولکلور (۲۰۲۰) است که در ۷ اوت ۲۰۲۰ ازطریق ریپابلیک رکوردز منتشر شد. این ترانه در ۱۸ اوت برای پلت‌فرم‌های استریمینگ و دیجیتال منتشر شد. «دریاچه‌ها» توسط سوئیفت و جک آنتونوف برای هفدهمین و آخرین قطعه آلبوم سروده و ضبط شده‌است.